# Xã Beaver, Quận Decatur, Kansas
Xã Beaver (tiếng Anh: Beaver Township) là một xã thuộc quận Decatur, tiểu bang Kansas, Hoa Kỳ. Năm 2010, dân số của xã này là 82 người.